# Anopheles karwari
Anopheles karwari este o specie de țânțari din genul Anopheles. A fost descrisă pentru prima dată de James în anul 1903. Conform Catalogue of Life specia Anopheles karwari nu are subspecii cunoscute.